# Dimetilammina deidrogenasi
La dimetilammina deidrogenasi è un enzima appartenente alla classe delle ossidoreduttasi, che catalizza la seguente reazione:
dimetilammina + H2O + flavoproteina che trasferisce elettroni ⇄ metilammina + formaldeide + flavoproteina che trasferisce elettroni ridotta
L'enzima contiene FAD ed un centro [4Fe-4S].